# Whangateau
Le village de Whangateau est une petite localité côtière située sur la côte est de l’Île du Nord de la Nouvelle-Zélande.

## Situation
Il se situe dans le district de Rodney, qui fait partie de la région d’Auckland, et est sur une péninsule s’étendant à l’intérieur du golfe de Hauraki, au nord de la cité d’Auckland.
Le village de Whangateau est sur la berge nord du mouillage de Whangateau Harbour (en) qui est alimenté par le fleuve Omaha et est séparé de la baie d’Omaha par la pointe de sable de Maungatawhiri.
Le village est séparé en deux parties de 20 à 30 maisons chacune.
Le village principal comprend une large réserve publique avec un terrain de sport et un camping.
Il y a aussi un hall, qui abrite des évènements musicaux et des groupes folkloriques habillés de tissages en phormium.
Le plus petit des hameaux est nommé Tram Car Bay en raison de la présence de deux voitures de tram, qui furent utilisées comme maison de vacances.
Whangateau est situé entre le village rural de Matakana et le village de pêcheurs de Leigh.
Une sirène d’alerte de tsunami est localisée dans la ville.

## Histoire
La zone plus large d’Omaha autour de Whangateau Harbour fut une source favorite de poissons et d’oiseaux pour les tribus du peuple Māori pendant les siècles qui ont précédé l’arrivée des Européens et Omaha signifie place de l’Abondance.
Il y eut de nombreuses disputes pour le contrôle du secteur mais le seul iwi en résidence à l’époque de l’installation des premiers Européens était les Ngāti Wai (en), dont le chef Te Kiri donna son nom au marae de Leigh.

## Installations
En 1858, le bloc de Pakiri fut acheté aux Maoris par la Couronne et en 1892, le secteur autour de la ville de Whangateau fut divisé en 30 parcelles de 40 acres (161 874 m2), pour permettre l’installation des immigrants venant d’Angleterre et d’Écosse.
La réserve publique, qui s’étale sur le front de mer fut divisée et planifiée pour accueillir une école et un hall selon le projet élaboré initialement.
Des sites pour des maisons plus petites furent institués tout près de la réserve.
L’école fut fermée plus tard mais le hall fut construit en 1898 et reste aujourd’hui encore le point central du village.
Jusque dans les années 1980, un magasin était situé sur la rue principale ; il apparaît dans une publicité télévisée pour les glaces Tip Top Trumpet, mettant en vedette la top model néo-zélandaise Rachel Hunter.
Un cimetière établi sur un promontoire élevé, dominant le mouillage, garde le souvenir des hommes, qui furent parmi les premiers colons et il est toujours utilisé pour les enterrements.
Un camping fut installé sur la réserve et fut utilisé par la communauté locale jusqu’en 1997, quand des contrôles furent pratiqués par le Rodney District Council.
Des courses de chevaux avaient l’habitude de se dérouler sur la vasière à marée basse.
La communauté développa aussi un terrain de sport situé sur la réserve et il était resté un site populaire pour différents sports organisés par le Rodney Rams Sports Club.
Le club-house lui-même fut détruit par le feu en 2014.

## Activité économique
Whangateau fut un centre pour le commerce durant les années 1800 alors qu’il n’y avait pas de route et tout le trafic se faisait par la mer.
Le grand quai d’Omaha, récemment restauré, était utilisé pour amarrer les navires côtiers, pour charger des pommes et de la gomme (résine), ainsi que des troncs de kauri pour le marché d’Auckland.
Il était adjacent avec deux importants chantiers navals, propriétés de MM. Darrochs et Meiklejohns, où de nombreux bateaux parmi les premiers caboteurs furent construits.

## Flore et faune
Le mouillage était constitué d’une mangrove composée d’arbres plutôt que de bush.
Il y avait un grand nombre de types différents d’algues, qui abritent des crustacés de type isopoda et aussi des crustacés de type amphipoda.
C’est aussi le domicile de crabes tunneliers (en) et différents types d’huîtres.
En 2009, le secteur a subi une mortalité inhabituelle parmi les coquillages, avec une réduction de 84 % d’une large population de crustacés par rapport à l’année précédente.
Un autre évènement prit place en 2014, avec la fermeture du lit de la mangrove à la récolte des coquillages, alors que des échantillons étaient envoyés au Ministère des Industries Primaires (en).